# Minako Honda
 (décembre 2022).
Si vous disposez d'ouvrages ou d'articles de référence ou si vous connaissez des sites web de qualité traitant du thème abordé ici, merci de compléter l'article en donnant les références utiles à sa vérifiabilité et en les liant à la section « Notes et références ».
Pour les articles homonymes, voir Honda (homonymie).
Minako Honda (本田美奈子, Honda Minako), née Minako Kudō (工藤美奈子, Kudō Minako) le 31 juillet 1967 à Tokyo, au Japon, est une chanteuse, populaire idole japonaise et actrice des années 1980, décédée le 6 novembre 2005 de leucémie.

## Biographie
Elle débute en 1985, utilisant le pseudonyme Honda en référence à son idole Seiko Matsuda (Matsuda = Mazda, rival du constructeur automobile Honda). Elle s'inspire du look d'alors de Madonna, et rencontre un succès fulgurant, remplissant le Budokan de Tokyo dans l'année, et se faisant même écrire des chansons par des célébrités occidentales comme Brian May et John Deacon de Queen, Gary Moore, Joe Jackson, ou Guy Fletcher de Dire Straits. Elle tourne également dans quelques films et dramas, notamment en vedette du film Passenger - Sugisari Shihibi en 1987. Ce succès surprenant ne dure cependant pas, et après l'échec d'un album fin 1987 laissant présager la fin de sa carrière d'idol, elle essaie de changer de style en 1988 et 1989 en formant un groupe de rock, Minako with Wildcats. Malgré un premier single dans le top 10, l'expérience n'est pas concluante, et après la séparation du groupe, elle sort deux nouveaux singles en solo, sans succès.
Après un passage à vide, sans contrat ni disques, elle se reconvertit en 1992 dans la comédie musicale, rencontrant à nouveau le succès avec le spectacle Miss Saigon, puis le chant classique et religieux. Elle est surtout connue en occident pour quelques génériques de séries anime des années 1990 : Magic knight Rayearth, Hunter × Hunter, et Nadja. Malheureusement, on lui détecte une leucémie aiguë en janvier 2005, et elle meurt des suites  de cette maladie en novembre de la même année, à 38 ans, célibataire. Près de 4 000 personnes assistèrent à ses funérailles, et Brian May salua sa mémoire sur son blog ; il participe aussi en 2008 à un disque hommage à Minako Honda en reprenant un de ses titres.

## Discographie

### Singles
Minako Honda
Minako with Wildcats
Minako Honda
Participations

### Albums studio
Minako Honda
Minako With wild Cats
Minako Honda

### Autres albums
Albums live
Bande originale
Mini-album
Coffrets

## Vidéos
- The Virgin Live In Budokan
- Dangerous Bond Street
- Dramatic Flash
- Dispa 1987
- Minako in L.A.
- Katte ni Sasete, Let me have my own way (勝手にさせて...?)
- Torpical Holiday
- Torpical Holiday in Hawaii

## Filmographie
Films
- Passenger - Sugisari Shihibi (パッセンジャー 過ぎ去りし日々?) (1987)
- Dandy to Watashi (ダンディーとわたし?) (1991)
- ? (実録日本ヤクザ抗争史 鯨道4 残侠譜 完結編?) (2001)

Drama
- ? (月曜ドラマランド 微熱 MY LOVE?) (1985)
- ? (パパはニュースキャスター?) (1987)
- ? (フローズン・ホラー・ショー?) (1987)
- ? (火曜サスペンス劇場 名無しの探偵 愛の幻影?) (1990)
- ? (実録犯罪史シリーズ 新説三億円事件?) (1991)
- ? (陽のあたる場所?) (1994)
- ? (夢の帰る場所?) (1994)
- ? (遠山金志郎美容室?) (1994)
- ? (妊娠ですよ?) (1994)
- Heart (ハート?) (2001)